# 曹安和
曹安和（1905年6月3日—2004年12月4日），女，音樂理論家，江蘇無錫人。常年研究崑曲、爲崇明派、無錫派琵琶（最後一代）傳人。

## 生平
她从幼时就对音乐发生了浓厚的兴趣。最初，是听到邻居吹奏的箫声而爱上了这件乐器。后来和她的胞妹、表姊四人在家里从表兄杨荫浏学唱昆曲，總共学会了十几齣戏的唱腔，立下进一步学习中国传统音乐的厚实基础。为巩固昆曲的歌唱水平，在杨荫浏无法教唱的情况下，她凭着幼年听八叔曹成章弹奏琵琶的印象，再从杨荫浏处借到一面琵琶和刚出版的《雅音集》第一册，自学勤练，初步掌握了《三六》《花六板》等小曲。
1924年，她从竞志中学毕业後，就获知刘天华在北京女子师范大学教授琵琶并向全国招生的消息。为了能继续学习音乐，她只身北上。但音乐系的考试科目中钢琴演奏成了一大障碍。意外的是，主考官之一的萧友梅发现她的听辨力很好，加上她在命题作文《子期死终身不复鼓琴论》发挥了独立的见解，最终顺利考入女子师范大学，从刘天华先生学習崇明派琵琶，並从俄籍钢琴家嘉祉学钢琴。
1929年畢業時，女子师范大学更名为北京大學女子文理學院音樂系，曹安和留校任教，教授琵琶、钢琴、笛、箫、笙等。刘天华于1932年去世后，她一人担任了女子文理学院全系的琵琶教学，成为近代中国专业音乐教育领域第一位琵琶女导师。1930年至1935年间，在刘半农的领导下，兼任故宫博物院审音员，对故宫收藏的各类古乐器进行科学测试。
1941年起，出任国立音乐院副教授、教授，担任琵琶、昆曲、笛等专业课导师。1946年国立音乐院遷回南京，曹安和除了繼續在該校任教，也開始在金陵女子大學兼任。1949年後，歷任中央音樂學院教授，中國音樂研究所研究員，中國音樂研究所研究室主任，中國藝術研究院音樂研究所顧問。長期從事中國傳統音樂研究和琵琶、昆曲的演唱、演奏與教學。

## 學術研究
1949年以前，她与杨荫浏先生共同整理出版了数种民间乐谱；1950、1960年代她参与了一系列重要的民间音乐考察活动，其中包括和杨荫浏一同於无锡采访瞎子阿炳，同时为民族音乐研究所收集古代乐器、乐谱及珍贵民间音乐文献等做了大量工作。
著有《時薰室琵琶指徑》、《民族器樂獨奏曲選》、《文板十二曲琵琶谱》（1942）、《现存元明清南北曲全折乐谱目录》（1989）、《苏南吹打》（1954）、等，與楊蔭瀏合編《瞎子阿炳曲集》（1952）、《定縣子位村管弦曲集》、《蘇南十番鼓曲》（1982）、《關漢卿戲曲樂譜》、《西廂記四種樂譜選曲》，與簡其華譯譜《弦索十三套》（1955），與楊蔭瀏、文彥整理《單弦牌子曲選集》，與李廷松合編琵琶譜《潯陽夜月》，等以及論文《琵琶柱位定法》、《關於琵琶的問答》、《民族音樂家劉天華》、《我國古代樂譜簡介》、《楊蔭瀏與音律》、《楊蔭瀏與音樂史》等論文20餘篇。

## 琵琶藝術
刘天华教她崇明派沈肇州〈瀛洲古调〉、平湖派传人吴梦非傳譜的〈平沙落雁〉、〈霸王卸甲〉、〈阳春古曲〉、〈将军令〉等，以及刘天华在传统曲目基础上创作的《歌舞引》、《改进操》、《虚籁》。同时，又先后向杨荫浏、刘天华學习吴畹卿所传華秋蘋一派的〈月儿高〉、〈海青拿天鹅〉等。转益多师、广泛吸纳、不拘一格。